# Мінгалівська сільська рада
Мінгалі́вська сільська рада (рос. Мингалевский сельский совет) — сільське поселення у складі Шадрінського району Курганської області Росії.
Адміністративний центр та єдиний населений пункт — село Мінгалі.
Населення сільського поселення становить 188 осіб (2017; 240 у 2010, 382 у 2002).